# 라셸 스티븐스
라셸 스티븐스(Rachel Stephens, 1930년 10월 29일 ~ 2018년 12월 14일)는 미국의 배우, 연극 배우, 텔레비전 배우, 영화배우이다.

## 영화
- 리치 리치 (1994년)